# Attila Bozsik
Attila Bozsik es un deportista húngaro que compitió en piragüismo en la modalidad de aguas tranquilas. Ganó dos medallas en el Campeonato Mundial de Piragüismo de 2009, plata en la prueba de C1 4 × 200 m y bronce en C4 200 m, y 5 medallas en el Campeonato Europeo de Piragüismo entre los años 2004 y 2011.

## Palmarés internacional
| Campeonato Mundial | Campeonato Mundial     | Campeonato Mundial | Campeonato Mundial |
| Año                | Lugar                  | Medalla            | Competición        |
| ------------------ | ---------------------- | ------------------ | ------------------ |
| 2009               | Dartmouth (Canadá)     | Medalla de plata   | C1 4 × 200 m       |
| 2009               | Dartmouth (Canadá)     | Medalla de bronce  | C4 200 m           |
| Campeonato Europeo |                        |                    |                    |
| Año                | Lugar                  | Medalla            | Competición        |
| 2004               | Poznań (Polonia)       | Medalla de plata   | C2 200 m           |
| 2005               | Poznań (Polonia)       | Medalla de bronce  | C2 200 m           |
| 2009               | Brandeburgo (Alemania) | Medalla de plata   | C4 200 m           |
| 2009               | Brandeburgo (Alemania) | Medalla de bronce  | C1 4 × 200 m       |
| 2011               | Belgrado (Serbia)      | Medalla de bronce  | C2 200 m           |